# Ligne Changping
La ligne Changping est l'une des 25 lignes du réseau métropolitain de Pékin, en Chine.

## Tracé et stations
La ligne circule sur 43,2 km entre Changping Xishankou au nord-est, dans le district de Changping, à Xītǔchéng au sud, dans le district de Haidian. Elle est en correspondance avec les lignes 8 à la station Zhuxinzhuang, 13 aux stations Qīnghé zhàn et Xi'erqui, 15 à la station Liùdàokǒu et 10 au terminus Xītǔchéng.

## Historique
La ligne est ouverte à la circulation le 30 décembre 2010 entre Xi'erqui et Nanshao, puis prolongé jusqu'à Changping Xishankou le 26 décembre 2015. Un nouveau prolongement au sud jusqu'à Qīnghé zhàn (gare de Qinghe) est mis en service le 31 décembre 2021 et un autre le 4 février 2023 de 9,7 km jusqu'à Xītǔchéng.